# Kulturna nagrada Gradišćanskih Hrvatov
Kulturna nagrada Gradišćanskih Hrvatov je najviša kulturna nagrada zajednice gradišćanskih Hrvata. 
Dodjeljuju je nadstranačka društva gradišćanskih i bečkih Hrvata.
Nagradu dobivaju osobe ili ustanove. Uvjet da se dobije je taj da se primatelj morao istaknuti radom u korist kulture gradišćanskih Hrvata. Dobitnici mogu biti gradišćanski Hrvati, ali i pripadnici drugih naroda, ako su ispunili uvjete kao što su taj da su svojim radom pridonijeli opstanku kulture gradišćanskih Hrvata: jezika, glazbe, folklora, književnosti, doprinosima na vjerskom i školskom polju i dr.
Dobitnik dobiva brončani kip, djelo Tome Rešetarića, gradišćanskohrvatskoga kipara.
Nagradu se prvi put dodijelilo 1991. 

## Dobitnici
- 1991.: Ivan Ivančan, koreograf i koreolog iz Hrvatske
- 1992.: Ana Šoretić, dramatičarka, književnica i pjesnikinja
- 1993/94.: Feri Sučić, književnik, pjesnik, urednik i skladatelj, Štefan László, dijecezanski biškup Gradišća
- 1995.: Antun Andorfer, višegodišnji borac za prava gradišćanskih Hrvata u Austriji (dodijeljena postumno)
- 1996.: Augustin Blazović, književnik, pjesnik, prevoditelj, novelist, romanopisac, dramatičar
- 1999.: Nikola Benčić, akademik, dužnosnik, jezikoslovac, publicist i istraživač, za sav njegov angažman i za njegovo djelo kao narodni učitelj
- 2003.: Ivo Sučić, za rad na sastavljanju i uređivanju Gramatike gradišćanskohrvatskoga jezika te za dotadašnji angažman za hrvatsku narodnu grupu